# Catoblemma biangulata
Catoblemma biangulata là một loài bướm đêm trong họ Erebidae.